# Лесная песнь
«Лесная песнь» — мультипликационный фильм режиссёра Аллы Грачёвой 1976 года, экранизация одноимённой драмы-феерии Леси Украинки. Является второй по счёту киноадаптацией классического произведения.

## Сюжет
Сюжет кратко повторяет пьесу. Ранней весной, юная Мавка просыпается ото сна, её будит игра хлопца Лукаша на свирели. Они влюбляются друг в друга.  Мавка бессмертная, по тому легкомысленна и беспечна, ее заботят только танцы и веселье. Поначалу они счастливы вместе. Наивная Мавка искренне не понимает, что печалит ее возлюбленного. Лукаш говорит Мавке, что должен от нее уйти. Мавка отчаянно просит Лукаша, остаться жить с ней в лесу, навсегда. С наступлением осени, Лукаш устаёт от отношений с очаровательной лесной девушкой, его влечёт человеческая жизнь, и он женится на женщине Килине.  Узнав об измене, Мавка позволяет скале заточить себя. Её старший наставник Лесовик наказывает Лукаша за предательство Мавки, превращая в оборотня. Мавка слышит его жалобный вой, освобождается из скалы и силой своей любви превращает Лукаша обратно в человека. Однако, приходит Килина и грубит Мавке и та превращается в дерево. Килина хочет его срубить, но прилетает огненный Перелесник, влюблённый в Мавку, и сжигает своим огнём дерево и дом Лукаша. Мавка освобождается из дерева, улетает и исчезает. Попытка Лукаша догнать её тщетна, и его заносит снегом в лесу.

## Создатели
| авторы сценария           | Алла Грачёва, Борис Крыжановский (использован перевод Михаила Исаковского)                                          |
| режиссёр                  | Алла Грачёва |
| художник-постановщик      | Роман Адамович |
| композитор                | Борис Буевский |
| оператор                  | Анатолий Гаврилов                                                                                                   |
| звукооператор             | Игорь Погон |
| редактор                  | Светлана Куценко |
| художники-мультипликаторы | Александр Лавров, Константин Чикин, Михаил Титов, Марк Драйцун, И. Бородавко                                        |
| роли озвучивали           | Галина Остапенко — Мавка, Борис Романов — Лукаш, Валентин Дуклер, Игорь Славинский, Валентин Грудинин, Лидия Чащина |

## Интересные факты
- Режиссёр Алла Грачёва за свою карьеру создала такие фильмы в технике перекладки: «Медвежонок и тот, кто живёт в речке», «Песенка в лесу», «Тигрёнок в чайнике», «Как Ёжик и Медвежонок встречали новый год», «Лесная песнь», «Если падают звёзды», «Цветок папоротника».